# Rubber Band
Singles de David Bowie
I Dig Everything
(août 1966) The Laughing Gnome
(avril 1967)
Rubber Band est une chanson écrite et interprétée par David Bowie. Elle a paru en single fin 1966, puis sur son premier album, David Bowie, l'année suivante. C'est son premier single pour le label Deram Records.

## Histoire
Le 18 octobre 1966, Bowie se rend aux studios R. G. Jones de Londres avec son groupe d'accompagnement, The Buzz, qui comprend le bassiste Dek Fearnley, le batteur John Eager et le claviériste Derek Boyes. Son contrat avec Pye Records a pris fin quelques semaines plus tôt en raison de l'échec commercial des singles Do Anything You Say et I Dig Everything. Par conséquent, cette séance est directement financée par le manager de Bowie, Kenneth Pitt, qui a besoin de nouvelles chansons pour démarcher d'autres maisons de disques. Bowie enregistre trois titres ce jour-là : The London Boys, Mr. Gravedigger et Rubber Band. Cette dernière raconte l'histoire d'un vétéran de la Première Guerre mondiale dont la fiancée l'a quitté pour le chef d'orchestre d'une fanfare. Bowie y adopte une voix à la Anthony Newley, une de ses premières idoles.
Les trois chansons enregistrées par Bowie convainquent le label Decca Records de lui offrir un contrat. Son premier single avec sa nouvelle maison de disques est composé de Rubber Band en face A et The London Boys en face B. Il est publié le 2 décembre 1966. Comme tous les 45 tours de Bowie jusqu'alors, c'est un échec commercial, même si l'hebdomadaire Disc salue les progrès de Bowie comme auteur-compositeur.
Le 25 février 1967, une nouvelle version de Rubber Band est enregistrée aux studios Decca de West Hampstead. Les arrangements sont très similaires à la version d'octobre, mais Bowie chante de manière plus énergique et elle est en stéréo plutôt qu'en mono. Cette deuxième version voit le jour sur le premier album du chanteur, David Bowie, publié par Decca en juin. Elle figure également dans le film promotionnel Love You till Tuesday, tourné fin janvier et début février 1969. Vêtu d'un blazer et d'un canotier, le chanteur y mime la chanson affublé d'une fausse moustache.

## Fiche technique

### Chansons
Toutes les chansons sont écrites et composées par David Bowie.
| 1. | Rubber Band     | 2:05 |
| 2. | The London Boys | 3:20 |

### Interprètes
- David Bowie : chant, guitare, saxophone
- Dek Fearnley : basse
- John Eager : batterie
- Derek Boyes : orgue
- Chick Norton : trompette
- un musicien de studio non identifié[4]

### Équipe de production
- David Bowie : producteur, arrangements
- Dek Fearnley : producteur, arrangements[4]